# Miguel Moreno
Miguel Moreno y Rufo (Villacastín, Segovia, 20 de octubre de 1596-Roma, 28 de julio de 1655) fue un escritor y poeta español del siglo de Oro.

## Biografía
Anteriormente se creía que era originario de Madrid, considerado uno de los «ingenios  de Madrid», pero el descubrimiento de su partida bautismal en Villacastín permitió fijar su lugar de nacimiento. Hijo de Melchor Moreno y Catalina Rufo, no se sabe dónde estudió. Obtuvo una plaza de escribano en el Tribunal de Corte, en Madrid. Durante su estancia en Madrid trabajó también como secretario de Alfonso López de Zúñiga y Mendoza, VIII duque de Béjar. Durante esta época escribió Avisos para los oficios de provincia de la Corte, una serie de recomendaciones sobre cómo debe actuar un buen escriba.
En 1633 se desplazó a Roma como secretario de la comisión —junto con fray Domingo Pimentel, el obispo de Córdoba, y Juan Chumacero Carrillo, del Consejo y Cámara de Castilla, como embajadores— encargada de presentar ante el papa Urbano VIII un memorial de agravios sobre el comportamiento de la Iglesia. Moreno permanecería en Roma otros dos años, muy activo literariamente, falleciendo allí el 28 de julio de 1635. Fue enterrado en Roma, en la iglesia de Santiago del Hospital de los Españoles.

## Obra
- El cuerdo amante, Madrid (1628)[4][5]
- La desdicha en la constancia, Madrid[4]
- Avisos para los oficios de provincia de la Corte, Madrid (1631)
- Flores de España cultivadas en Roma, Roma (1635);[6] es una colección de 200 epigramas.

Debió escribir otras obras, pero solo se conservan unos pocos poemas adicionales incluidos en antologías.